# Заречье (Селивановский район)
Заречье — деревня в Селивановском районе Владимирской области России, входит в состав Чертковского сельского поселения.

## География
Деревня расположена на берегу реки Кестромка в 20 км на юго-запад от центра поселения деревни Чертково и в 3 км на северо-восток от райцентра — Красной Горбатки.

## История
После Великой Отечественной войны деревня входила в состав Селивановского сельсовета, с 2005 года — в составе Чертковского сельского поселения.

## Население
| 2002 | 2010 | 2021 |
| ---- | ---- | ---- |
| 44   | ↘27  | ↗44  |